# Беленус
Беле́н, або Беле́нус (галл.: Belenos, Belinos) — 
давньокельтський бог-цілитель. Культ Белена поширювався від Італійського півострова до Британських островів, головне святилище було розташоване в Аквілеї, на узбережжі Адріатичного моря. Белена часто ототожнювали з Аполлоном , хоча його культ, здається, зберігав певні особливості протягом римського періоду.

## Загально-кельтський бог: Беленус, Лугус, Луг
Беленуса вшановували в Галлії (ще в часи Юлія Цезаря), в Британії, в кельтських регіонах античних Австрії та Іспанії. Науці відомо 51 напис, присвячений Беленусу, — вони зосереджені в основному в Цизальпійській Галлії (Аквілея, Карни), в Норіку (землі сучасної Австрії) і Нарбонській Галлії, а також на інших кельтських територіях. Беленус мав святилища від Аквілеї на Адріатичному морі до Кіркбі Лонсдейл в Англії.
В Ірландії цього бога називали Луг, а в Шотландії — Лугус. Імена Луг-Лугус використовували в Галлії (зокрема, вважається, що від ймення Лугус постала назва міста Ліон — тобто кельтсько-римське «ЛугДунум»).

## Варіанти імені
Варіанти імені в кельтських та латинських джерелах: Belanu, Belanos, Belemnus, Belenos. Belenus, Beli, Belinos, Belinu, Belinus, Bellinus, Belus, Belyn (в Уельсі). Бачимо, що усі ці форми (а особливо «Belus») досить близькі до ймення слов'янського бога Велеса — зв'язок між пантеонами кельтів та слов'ян є можливим, з урахуванням тривалого сусідства цих народів.

## Етимологія
Етимологія імені «Беленус» не зовсім зрозуміла, але зазвичай приймають значення: «блискучий», «світлий».
Ірландсько-шотландське свято Белтайн (англ. Beltene; 1 травня) було присвячене Лугу- Лугусу (тобто Беленусу). Назва свята, певно, походить від кельтського кореня (кельт. «Бел» — «сяючий»; укр. «білий»).
Вважають, що ім'я «Луг» має ту ж саму етимологію — «сяючий». Її порівнюють з латинським «Люціна» («сяюча») — це богиня променів.
У стародавній Галлії та Британії, бог світла (якого римляни вважали близьким до грецького Аполлона) мав понад 15 імен та епітетів, зокрема: Grannos, Borvo, Maponus, Moritasgus. Аполлона в Галлії також ототожнювали з божеством на ім'я Мапон, яке було пов'язане з мистецтвом музики (можливо, Мапон відповідає таким персонажам з міфології острівних кельтів, як валлійський Мабон, син Модрона, та ірландський Енгус Мак Ок).

## Риси, зокрема «головний бог кельтського пантеону», «майстер усіх ремесел та наук»

Розповсюдження кельтів. Зеленим — 1000 року до н. е., червоним — 400 року до н. е., оранжевим — територія культури Ла Тен.

### Риси галльського Беленуса
1) В джерелах часів Римської імперії Беленуса вважали подібним до Аполлона. Як і Аполлон, Беленус вважався богом-цілителем, його особливо вшановували, як покровителя священних гарячих джерел. Іноді Беленуса супроводжувала богиня Белісама (Belisama, Bηλησαμα, Belisma, Belesama) — в кельтській міфології богиня озер, річок, вогню, світла, домашнього вогнища, покровителька ремісників, що обробляють метали, яку Юлій Цезар пов'язував з Мінервою, Афіною. В ірландській міфології вона була донькою бога Дагда й покровителькою поетів.
2) Інколи Беленуса зображували в компанії жінок — через це його вважають богом краси (подібно до Аполлона), а етимологічно пов'язують з французьким «belle» (красуня, красивий).
3) У Джефрі Монмутського в «Історії королів Британії» існує легендарний король Belinus, ім'я якого, напевно, походить від ім'я бога Беленуса.

### Риси ірландського Луга, шотландського Лугуса
Риси ірландського Луга, та шотландського Лугуса — відомі науці значно краще аніж риси галльського Беленуса.
1) Сучасна «Енциклопедія Британіка» називає Луга «головним богом кельтської релігії». Головною рисою Луга-Лугуса була не «бог світла», а «майстер усіх ремесел; знавець усіх наук; вчитель людей та богів» — можливо, саме через це Луга й вважали головним богом.
2) Також ірландське ймення «Луг» («Lug») в англійській мові перекладається як «волочити» (ця етимологія, певно, пов'язана з такою річчю як «волочебний цикл сільсько-господарських робіт»).
3) Сузір'я «Молочний шлях» (укр. Стожари) кельти називали «ланцюг Луга»
4) В британській (ірландській, шотландській) традиції Луг вважається лідером великого загону міфічних істот — лепреконів. Луг, як і гноми лепрекони, переховує мідні котли з золотом та може дарувати їх людям.
Тобто риси галльського Беленуса та шотландсько-ірландського Лугуса-Луга дещо відрізняються, але все ж таки цих богів вважають іпостасями одного й того ж загально-кельтського божества.